# Limnocharitaceae
las limnocaritáceas (nombre científico Limnocharitaceae) son una familia de plantas angiospermas. El sistema APG II del 2003 reconoce a la familia y la incluye en el orden Alismatales. Posteriormente el APWeb y el APG III (2009) incluyeron los géneros de esta familia en una circunscripción amplia de Alismataceae, para que esta última no sea parafilética. La familia tiene pocos géneros, totalizando media docena de especies de plantas acuáticas. 
La familia es considerada entre las monocotiledóneas más primitivas debido a la presencia de carpelos numerosos y libres, numerosos estambres y por tener placentación laminar. Está cercanamente relacionada con Alismataceae, de la cual difiere por tener muchos óvulos por carpelo, placentación laminar y frutos dehiscentes, mientras que Alismataceae tiene 1 o pocos óvulos por carpelo, placentación basal y frutos indehiscentes. Fue tratada como parte de Butomaceae en la Flora of Guatemala y Flora of Panama.

## Taxonomía
Introducción teórica en Taxonomía
Véase también Filogenia
La familia no fue reconocida por el APG III (2009), que la incluye en Alismataceae. La familia había sido reconocida por el APG II (2003).
3 géneros según APG II (2003):
- Butomopsis
- Hydrocleys
- Limnocharis

1. 1 2 3 4  APG II (2003). «An Update of the Angiosperm Phylogeny Group Classification for the orders and families of flowering plants: APG II.» (pdf). Botanical Journal of the Linnean Society (141): 399-436. Consultado el 12 de enero de 2009. (enlace roto disponible en Internet Archive; véase el historial, la primera versión y la última).
2. 1 2  Stevens, P. F. (2001 en adelante). «Angiosperm Phylogeny Website (Versión 9, junio del 2008, y actualizado desde entonces)» (en inglés). Consultado el 12 de enero de 2009.
3. 1 2 3  The Angiosperm Phylogeny Group III ("APG III", en orden alfabético: Brigitta Bremer, Kåre Bremer, Mark W. Chase, Michael F. Fay, James L. Reveal, Douglas E. Soltis, Pamela S. Soltis y Peter F. Stevens, además colaboraron Arne A. Anderberg, Michael J. Moore, Richard G. Olmstead, Paula J. Rudall, Kenneth J. Sytsma, David C. Tank, Kenneth Wurdack, Jenny Q.-Y. Xiang y Sue Zmarzty) (2009). «An update of the Angiosperm Phylogeny Group classification for the orders and families of flowering plants: APG III.» (pdf). Botanical Journal of the Linnean Society (161): 105-121. Archivado desde el original el 25 de mayo de 2017.